# جاناتان منساه
جاناتان منساه (اکانی: ‎/mɛnˈsæh/‎؛ زاده ۱۳ ژوئیهٔ ۱۹۹۰) یک بازیکن فوتبال اهل غنا است.
وی همچنین در تیم ملی فوتبال غنا بازی کرده‌است.